# Blasse Bergtaube
Die Blasse Bergtaube (Gymnophaps solomonensis), auch Malaitataube genannt, ist eine Art der Taubenvögel. Sie kommt ausschließlich auf den Salomonen sowie auf der zu Papua-Neuguinea gehörenden Insel Bougainville vor.

## Erscheinungsbild
Die Blasse Bergtaube erreicht eine Körperlänge von etwa 38 Zentimetern. In ihrer Gestalt und ihrer Größe weist sie Ähnlichkeit mit der Albertistaube auf, die ebenfalls zur Gattung der Bergtauben gehört. Anders als diese sind jedoch ihre Flügel länger und laufen nicht ganz so spitz aus. Die Blasse Bergtaube hat außerdem einen etwas längeren Schwanz. Ähnlichkeit besteht auch zur Salomonen-Schopftaube, die im selben Verbreitungsgebiet vorkommt, aber zu den Langschwanztauben gehört. Die Salomon-Schopftaube unterscheidet sich unter anderem durch einen Federschopf. Sie lebt anders als die Blasse Bergtaube solitär oder in Paaren.
Der Kopf und die Brust sind blass aschgrau. Die Kehle und die obere Brust sind weiß. Der Bauch ist bis zu den Unterschwanzdecken etwas dunkler und bei einigen Individuen rötlich überhaucht. Die Körperoberseite ist rauchgrau. Die Federn des Mantels und der Flügeldecken sind dunkel gesäumt, so dass sie an diesen Körperstellen etwas geschuppt wirkt. Die Augenringe sind groß, unbefiedert und rot. Die Iris ist orangefarben. Der Schnabel ist an der Basis gelb und geht zur Spitze hin in ein Braun über. Die Füße sind rötlich.

## Verbreitung und Lebensraum

Verbreitungsgebiet (grün) der Blassen Bergtaube auf den Salomonen und Bougainville

Die Blasse Bergtaube ist eine endemische Art der Salomon-Inseln. Sie kommt auf Bougainville, Kolombangara, Vangunu, Guadalcanal und Malaita vor. Ihr Brutareal sind ausschließlich Bergwälder. Sie nutzt dabei Höhenlagen zwischen 500 und mindestens 1.565 Meter über NN. Nach Nahrung suchende Blasse Bergtauben kommen jedoch auch ins Tiefland.

## Verhalten
Ähnlich wie die Albertistaube ist die Blasse Bergtaube häufig in kleinen Trupps zu beobachten. Die Größe dieser Schwärme beträgt in der Regel 20 Individuen. Es wurden aber auch Schwärme mit mehr als hundert Blassen Bergtauben beobachtet. Es ist eine früchtefressende Taube, die ihre Nahrung gewöhnlich in Baumwipfeln findet. Charakteristisch für sie sind klatschende Fluggeräusche, wenn sie aufgeschreckt wird. Über die Brutbiologie ist sehr wenig bekannt. Zwei Nester, die auf Kolombangara gefunden wurden, waren lediglich flache Mulden, die sich auf sehr durchmesserstarken waagerechten Ästen drei Meter über dem Bodenniveau befanden. Jedes der gefundenen Nester enthielt ein weißes Ei.

## Belege